# Ashton Gate Stadium
Ashton Gate Stadium é um estádio em Ashton Gate, Bristol, Inglaterra, casa do clube de futebol Bristol City Football Club e do clube de Rugby Bristol Bears. Localizado no sudoeste da cidade, tem capacidade de 21.497 espectadores sentados.